# باند کی (فروسرخ)
باند کی (انگلیسی: K band) در اخترشناسی فروسرخ، باند K یک پنجرهٔ انتقال در اتمسفر است که در مرکز ۲٫۲ میکرومتر (در محدودهٔ نزدیک به فروسرخ ۱۳۶ تراهرتز) قرار دارد. آشکارسازهای مبتنی‌بر تلورید-کادمیوم-جیوه.
آشکارسازهای مبتنی‌بر تلورید کادمیوم جیوه برای مشاهده معمولاً در این باند ترجیح داده می‌شوند.